# 芦澤明子
芦澤 明子（あしざわ あきこ、1951年 - ）は、日本の撮影監督、キャメラウーマン。東京都出身。

## 経歴
青山学院大学時代にジャン＝リュック・ゴダールの『気狂いピエロ』を見て映画に目覚める。自主制作映画、ピンク映画の撮影を経て、テレビのコマーシャルフィルムの制作に携った。『LOFT ロフト』『叫』『トウキョウソナタ』など、映画監督の黒沢清などとよくコンビを組む。
日本映画撮影監督協会（J.S.C.）副理事長。
2016年、芸術選奨文部科学大臣賞（映画部門）、第40回山路ふみ子映画功労賞 を受賞。2018年春の褒章で紫綬褒章を受章。

## 主な撮影作品

### 映画
- よい子と遊ぼう （1994年）
- ファザーファッカー （1995年）
- したくて、したくて、たまらない、女。 （1995年）
- ぬるぬる燗燗 （1996年）
- 藪の中 （1996年）
- タイム・リープ あしたはきのう （1997年）
- 林檎のうさぎ （1997年）
- YYK論争 永遠の誤解 （1999年）
- 火星のわが家 （2000年）
- 守ってあげたい! （2000年）
- 鎖縛 SABAKU （2000年）
- みすゞ （2001年）
- 狼少女 （2002年） - 撮影協力
- UNloved （2002年）
- 忘れてはイケナイ物語り オキナワ （2002年）
- ここに、幸あり （2003年）
- HAZAN （2003年）
- 世界はときどき美しい （2004年） - 兼照明
- オーバードライヴ （2004年）
- 成瀬巳喜男 記憶の現場 （2005年） - 兼企画
- 乱歩地獄『芋虫』 （2005年）
- Fire! （2006年）
- LOFT ロフト （2006年）
- サンクチュアリ （2006年）
- スキトモ （2007年）
- 刺青 堕ちた女郎蜘蛛 （2007年）
- 叫 （2007年）
- ユメ十夜 （2007年）
- 世界はときどき美しい （2007年） - 兼照明
- 歌謡曲だよ、人生は （2007年）
- 屋根裏の散歩者 （2007年）
- 一万年、後....。 （2007年）
- ダーク・ラブ 〜Rape〜 （2008年）
- きみの友だち （2008年）
- トウキョウソナタ （2008年）
- しあわせのかおり （2008年）
- 色彩の記憶 （2009年）
- シャーリーの好色人生 （2009年） - 兼照明
- モノクロームの少女 （2009年）
- 60歳のラブレター （2009年）
- 南極料理人 （2009年）
- 恐怖 （2010年）
- 三色映画 UFO食堂 （2010年）
- 東京島 （2010年）
- フォーゴットン・ドリームス （2011年）
- 孤独な惑星 （2011年）
- わが母の記 （2012年）
- コラボ・モンスターズ!!『kasanegafuti』 （2012年）
- ぱいかじ南海作戦 （2012年）
- 夜が終わる場所 （2012年）
- ゆめのかよいじ （2013年）
- リアル〜完全なる首長竜の日〜 （2013年）
- 同じ星の下、それぞれの夜 （2013年）
- 絶叫学級 （2013年）
- もらとりあむタマ子 （2013年) - 池内義浩と共同
- 受難 （2013年）
- 華魂 （2013年）
- WOOD JOB! 〜神去なあなあ日常〜 （2014年）
- 滝を見にいく （2014年）
- さようなら（2015年）
- 岸辺の旅（2015年）
- 大和（カリフォルニア）（2016年）
- シェル・コレクター（2016年）
- モヒカン故郷に帰る（2016年）
- オケ老人!（2016年）
- 散歩する侵略者（2017年）
- 羊の木（2018年）
- 海を駆ける（2018年）
- 旅のおわり世界のはじまり（2019年）
- WALKING MAN（2019年）
- 影裏（2020年）
- 心霊喫茶「エクストラ」の秘密-The Real Exorcist-（2020年）
- 子供はわかってあげない（2020年）
- 彼女はひとり（2021年）
- 復讐は私にまかせて（2021年）
- レジェンド&バタフライ（2023年）
- クモとサルの家族（2023年）
- スイート・マイホーム（2023年）
- 春画先生（2023年）
- りりかの星（2024年）

### テレビドラマ
- 大都会 闘いの日々（1976年） - 撮影助手
- 贖罪 （2012年1月8日 - 2月5日、WOWOW）
- 私という運命について （2014年3月23日 - 4月20日、WOWOW）
- 宮本から君へ（2018年4月6日 - 、テレビ東京）

## 受賞歴
- 2009年 第30回ヨコハマ映画祭：撮影賞『トウキョウソナタ』『きみの友だち』『しあわせのかおり』
- 2009年 第4回おおさかシネマフェスティバル：撮影賞『トウキョウソナタ』『しあわせのかおり』[4]
- 2012年 第67回毎日映画コンクール：撮影賞『わが母の記』[5][6]
- 2013年 第36回日本アカデミー賞：優秀撮影賞『わが母の記』[7]
- 2016年 平成27年度(第66回)芸術選奨 映画部門：『さようなら』『岸辺の旅』の成果
- 2016年 第25回日本映画プロフェッショナル大賞：特別功労賞『岸辺の旅』と長年の映画撮影の功績に対して[8]
- 2018年 紫綬褒章
- 2024年 第33回日本映画批評家大賞 撮影賞『スイート・マイホーム』[9]